# Lolita (Texas)
|  | Dieser Artikel wurde aufgrund von inhaltlichen Mängeln auf der Qualitätssicherungsseite des Projektes USA eingetragen. Hilf mit, die Qualität dieses Artikels auf ein akzeptables Niveau zu bringen, und beteilige dich an der Diskussion! Eine nähere Beschreibung der zu behebenden Mängel fehlt. |

Lolita ist ein Census-designated place im Jackson County im Bundesstaat Texas der Vereinigten Staaten. Das U.S. Census Bureau hat bei der Volkszählung 2020 eine Einwohnerzahl von 519 ermittelt.
Die Stadt ist benannt nach Lolita Reese, einer Enkelin von Charles Keller Reese. Lolita hat 548 Einwohner (Jahr 2000) und eine Fläche von 673,4 Hektar.